# Hannes Manninen
Hannes Manninen, né le 20 décembre 1946 à Kuusamo, est un homme politique finlandais, membre du Parti du centre (Kesk), ancien député et ministre.

## Biographie

### Formation
Après une maîtrise de sciences administratives obtenue en 1969, il passe avec succès une licence dans ce domaine vingt-trois ans plus tard.

### Vie politique
En 1969, il est élu maire de la petite ville de Haapavesi, devenant à 23 ans le plus jeune maire du pays. À l'issue de son mandat de quatre ans, il se fait élire maire de Tornio, un poste qu'il conserve jusqu'en 2010. Cependant, il est contraint de suspendre l'exercice de ses fonctions en 1995, lors de son élection comme député à la Diète nationale.
Lorsque le Parti du centre revient au pouvoir, à l'occasion des élections législatives du 16 mars 2003, il est nommé ministre des Affaires régionales et locales le 17 avril, dans le gouvernement d'Anneli Jäätteenmäki. Reconduit dans celui que forme, dès le 24 juin suivant, Matti Vanhanen, il le quitte à la fin de la législature, le 18 avril 2007.
Il démissionne en 2010 de son poste de maire, puis se retire de la vie politique en ne se représentant pas aux élections législatives du 17 avril 2011.

### Vie privée
Il est marié avec Terttu Kolvanki, le couple ayant quatre enfants. Son frère, Mauno Manninen, est député entre 1983 et 1987, également sous les couleurs du Kesk.